# Jean Lambert
Jean Denise Lambert (født 1. juni 1950) er siden 1999 britisk medlem af Europa-Parlamentet, valgt for Green Party of England and Wales (indgår i parlamentsgruppen G-EFA).